# يوهان بيتر لانجه
يوهان بيتر لانجه (بالألمانية: Johann Peter Lange)‏ هو عالم عقيدة ألماني، ولد في 10 أبريل 1802، وتوفي في 1884 في بون في ألمانيا.